# 西維爾體育會
西維爾體育會（Sevilla Atlético Club）是一支位於安達盧西亞自治區塞維利亞的足球會，是著名的西甲球會西維爾的後備隊。主場球場為可容納7,500人的 Viejo Nervión。

## 球會名字
- 港口體育會 Club Depotivo Puerto - (1958–60)
- 西維爾體育會 Sevilla Atlético - (1960–91)
- 西維爾B隊 Sevilla FC B - (1991–06)
- 西維爾體育會 Sevilla Atlético - (2006–)

## 外部連結
- 官方网站（西班牙文）
- BDFutbol資料 （页面存档备份，存于）
- Futbolme資料 （页面存档备份，存于）（西班牙文）